# تون بوری
تون بوری (به لاتین: Thon Buri District) یک منطقهٔ مسکونی در تایلند است که در بانکوک واقع شده‌است. تون بوری ۸٫۵۵۱ کیلومتر مربع مساحت و ۱۷۵٬۷۶۸ نفر جمعیت دارد.